# Dabbe: Zehr-i Cin
D@bbe: Zehr-i Cin (Dabbe: Otrava djinnilor) este un film de groază turcesc scris și regizat de Hasan Karacadağ. Filmul, lansat la 12 septembrie 2014, a fost vizionat de 133.806 de persoane în primele trei zile de la premieră în cinematografele din Turcia. 

## Rezumat
Dilek duce o viață fericită alături de soțul ei, Ömer. Într-o zi este zdruncinată de un furt. Cu toate că Dilek este bântuită de ființe spirituale în zilele următoare, Ömer consideră că aceste ciudățenii ale soției sale sunt provocate de trauma psihologică pe care a trăit-o. 
Pe măsură ce situația se înrăutățește și Dilek începe să-și piardă controlul asupra corpului, o contactează pe Belkıs Hoca din Bitlis, care are cunoștințe despre lumea djinnilor.

## Distribuție
- Ümit Bülent Dinçer – Omer (ca Ümit Bulent Dincer)
- Nil Günal –  Dilek (ca Nil Gunal)
- Pelin Acar – Seda
- Ömer Duran⁠(d)
- Dilek Karacay – Profesor Dilek
- Sultan Köroglu Kiliç – Belkis
- Salih Saygi –  Profesör Necati
- Murat Sevis – Deli Yasin
- Özbek Yildiz – Harun